# Пистынка
Пистынка (укр. Пістинька) — река на Украине, в пределах Косовского и Коломыйского районов Ивано-Франковской области. Левый приток реки Прут (бассейн Дуная).

## Описание
Длина реки 56 км, площадь бассейна 661 км². Долина в верхнем течении ущелинообразная, шириной от 6-10 до 50 м, до села Никитинцы — V-образная. Ниже долина трапециевидная, шириной 1,2-1,5 км. Ширина поймы от 20-100 до 650 м. Русло умеренно извилистое, его средняя ширина 10-15 м, на отдельных участках до 45 м. Уклон реки 18 м/км. Много островов, несколько водопадов.
Питание смешанное, с преобладанием дождевого. Замерзает в середине декабря, вскрывается во 2-й половине марта. Воду используют для хозяйственных нужд и разведения рыбы. Есть противопаводковые гидротехнические сооружения.

## Месторасположение
Берёт начало из источников на восточных склонах горы Версалем (1406 м) в Покутско-Буковинских Карпатах. Течет сначала преимущественно на северо-восток, в низовьях на север. Впадает в Прут напротив южной части города Коломыя.

## Притоки
Основные притоки — Лючка (левый), Брустурка (правый).

## Населённые пункты
Пистынка протекает через сёла Космач, Прокурава, Шешоры, Пистынь, Никитинцы, Спас, Нижний Вербиж.

## Пистынка в Шешорах
На протяжении 9 км Пистынка протекает через село Шешоры. Геоморфологические особенности природной среды данной местности привели к образованию ряда водопадов, порогов, перекатов. Среди водопадов наибольшую туристическую привлекательность имеют Серебристые водопады — Великий Гук и Малый Гук. На реке в Шешорах есть туристическая база, а также много частных отелей. Близлежащие горы, покрытые лесами, составляют главный природный рекреационный ресурс села Шешоры.

## Заказник «Река Пистынка с прибрежной полосой»
Река Пистынка с прибрежной полосой — гидрологический заказник местного значения на Украине. Расположен в пределах Коломыйского района Ивано-Франковской области. Простирается от южной окраины села Спас до устья (на восток от села Нижний Вербиж).
Площадь 275 га. Статус предоставлен в соответствии с распоряжением облгосадминистрации от 15.07.1996 года № 451. Находится в ведении Коломыйской райгосадминистрации.
Статус присвоен с целью сохранения природных комплексов и поддержания экологического равновесия реки Пистынки в её нижнем течении.